# Demonax decorus
Demonax decorus – gatunek chrząszcza z rodziny kózkowatych i podrodziny kózkowych (Cerambycinae).

## Taksonomia
Gatunek ten został opisany w 1906 roku przez Charlesa Josepha Gahana.

## Opis
Ciało długości od 10 do 14 mm i szerokości od 2 do 3 mm, umiarkowanie wydłużone, barwy głęboko czarnej. Brunatnoszare owłosienie obecne jest na głowie i większości przedplecza, a żółtawoszare formuje przepaski na pokrywach. Czułki u samca prawie tak długie jak ciało, u samicy o {\displaystyle {\tfrac {1}{5}}} krótsze, mają 4 lub 5 pierwszych członów czarne, a pozostałe szare. Trzeci i czwarty, a sporadycznie piąty człon uzbrojone kolcem na wierzchołku. Przedplecze podłużno-jajowate, pośrodku szerokości nasady pokryw, opatrzone wąskimi, poprzecznymi, czarnymi plamami po każdej stronie środkowej części. Ścięty wierzchołek pokryw z krótkimi kolcami w zewnętrznych kątach. Wzór na pokrywach złożony z trójkątnej, ciemnoszarej plamek u nasady każdej z nich oraz trzech przepasek. Pierwsza przepaska jest wąska, żółtawo-szara, zaczyna się na szwie, nieco za tarczką, skąd skoście biegnie ku środkowi pokryw, który osiąga w około ¼ swojej długości od nasady, następnie skręcając ostro i biegnąc skośnie do przodu ku bokom pokryw. Kolejna przepaska, tej samej barwy, jest bardzo szeroka, ma tylny brzeg prosty, a przedni nieco zaokrąglony i przecina pokrywy za ich środkiem. Czwarta, zlokalizowana na wierzchołku, wyróżnia się ciemnoszarą barwą i jest słabo zaznaczona. Spód ciała i odnóża czarne. Na epimerach śródpiersia i zapiersia obecne plamki gęstego, białego owłosienia. Takie same owłosienie pokrywa cały drugi i tylno-boczną część pierwszego segmentu odwłoka, podczas gdy reszta jego sternitów owłosiona jest rzadziej, szarawo lub biało.

## Biologia i ekologia
W rejonie wzgórz Anaimalai w indyjskiej Kerali rośliną żywicielską larw tego chrząszcza jest Litsea bourdilloni, drzewo endemiczne dla Ghatów Zachodnich. Do poznanych wrogów tej kózki należą w tamtym rejonie parzytoidalne błonkoskrzydłe: Metapelma periyaricum, Metapelma kokkaricum, Calosota idukkiensis, Calosota iochroma, Eurytoma xylophaga, Tetrastichus demonaxi i gatunek z rodzaju Solenura (możliwe, że Solenura ania).

## Rozprzestrzenienie
Gatunek wykazany ze Sri Lanki (dystrykt Polonnaruwa) i południowych Indii (dystrykt Idukki w stanie Kerala).